# Любецькі

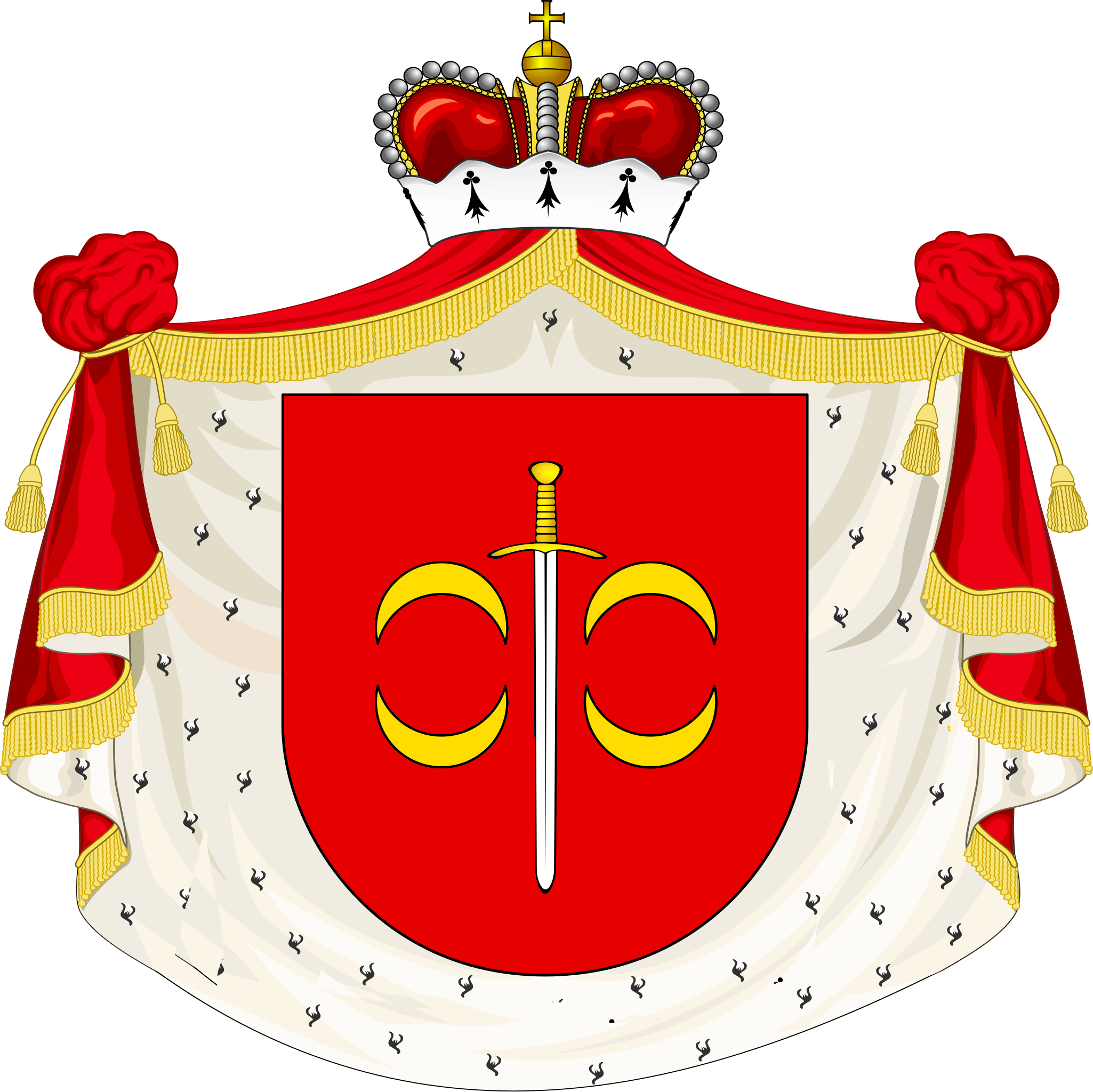
герб "Друцьк"

Любецькі — гілка роду князів Друцьких Родове «гніздо» Любецьких — Любча, містечко на Волині, яке вони отримали як подарунок 1487 року: Федька Шилович, дочка київського воєводи з роду Юршів, вдова князя Степанського, ймовірно, Михайла, також вдова луцького старости Олізара Шиловича) відступила Любчу з належними селами сестринцеві — князю Роману Васильовичу.
Походять від князя Василя Григоровича Друцького, син якого князь Богдан Васильович Друцький (близько 1450 — до 1500) отримав у 1488 році в подарунок від овдовілої тітки — пані Шилович — маєток Любеч.

## Представники
- Григорій Друцький (бл. 1420-х)
- Василь Григорович Друцький
- Богдан Васильович Друцький (бл. 1450 — до 1500)
- Роман Васильович, мав 5 синів
  - Дмитро, дружина Фенна з Полозів, донька Сенька Федоровича
    - Богуш Дмитрович (†липень 1547[4]) — перший чоловік Ганни Монтовт, разом прожили 2,5 роки[1]
- Богдан, брат Романа, не мав дітей
- Богдан, Іван, Дмитро — 1545 року згадані як власники Любчі [5]
- NN — дідичка Любчі, чоловік — Миколай Харленський[5] мали 4 сини, 3 доньки[6]